# Wehrtechnik (Zeitschrift)
Wehrtechnik (WT; Eigenschreibweise wt) ist eine deutsche seit 1969 erscheinende Fachzeitschrift für Militärtechnik. Sie erscheint heute zweimonatlich, anfangs monatlich.
Die Zeitschrift wird durch die Mönch Verlagsgesellschaft in Bad Neuenahr-Ahrweiler (bis 2015 in Bonn) verlegt, davor durch den Verlag „Wehr und Wissen“ in Koblenz, Bonn und Darmstadt.
Chefredakteur ist Stefan Nitschke, geschäftsführende Gesellschafter und Herausgeber Volker und Uta Schwichtenberg. Die Zeitschrift wird durch die DCM Druck Center Meckenheim GmbH gedruckt.
Sie ging aus den 1935 bis 1968 erscheinenden Wehrtechnischen Monatsheften. In ihr ging die Zeitschrift Wehr und Wirtschaft – Monatsschrift für wirtschaftliche Fragen der Verteidigung, Luftfahrt u. Industrie auf.

## Redaktionsbeirat
Der Redaktionsbeirat besteht aus folgenden Personen:
- Ulrich Bernhardt, Generalbeauftragter, THIELMANN WEW
- Martin Bertsch, Geschäftsführender Gesellschafter, roda computer
- Andreas von Büren, Geschäftsführer, Bundesverband der Deutschen Sicherheits- und Verteidigungsindustrie
- Thomas Enders, Präsident, Deutschen Gesellschaft für Auswärtige Politik (DGAP)
- Norbert Erichsen, Geschäftsführer, FFG Flensburger Fahrzeugbau
- Frank Haun, Vorsitzender der Geschäftsführung, Krauss-Maffei Wegmann
- Achim Klein, Geschäftsführer, Rohde & Schwarz Vertriebsgesellschaft
- James Edward Monroe, Vice President, Raytheon International
- Peter Podesser, CEO, SFC Energy
- Helmut Rauch, Sprecher Bereichsvorstand, Diehl Defence Holding
- Hans Michael Schaedla, Vorstandsvorsitzender, Abeking & Rasmussen Schiffs- und Yachtwerft
- General a. D. Rainer Schuwirth, Vorsitzender Deutsche Gesellschaft für Wehrtechnik
- Andreas Sedlmayr, Geschäftsführender Gesellschafter, Autoflug